# Северянка (печера)
Северянка (рос. Северянка) — печера в Архангельській області, на Біломорсько-Кулойському плато європейської півночі Росії. Карстова печера горизонтального типу простягання. Загальна протяжність — 2300 м. Глибина печери становить 7 м. Категорія складності проходження ходів печери — 2А.